# کم نیلی
کَمرون مایکل نیلی (انگلیسی: Cameron Michael Neely؛ زادهٔ ۶ ژوئن ۱۹۶۵) ملقب به «کَم نیلی» بازیگر و بازیکن حرفه‌ای هاکی روی یخ اهل کانادا است.

نام او در سال ۲۰۰۵ میلادی در «تالار مشاهیر هاکی روی یخ» ثبت شد.
از فیلم‌ها یا برنامه‌های تلویزیونی که وی در آن نقش داشته است می‌توان به من، خودم و آیرین، خنگ و خنگ‌تر و خنگ و خنگ‌تر ۲ اشاره کرد. او نقشی کوچکی هم در دی۲: اردک‌های قدرتمند ایفا کرد.
از باشگاه‌هایی که در آن بازی کرده‌است می‌توان به ونکوور کناکز اشاره کرد.